# Ford Capri EV
Ford Capri EV – samochód elektryczny typu crossover coupe klasy średniej produkowany pod amerykańską markę Ford od 2024 roku.

## Historia i opis modelu

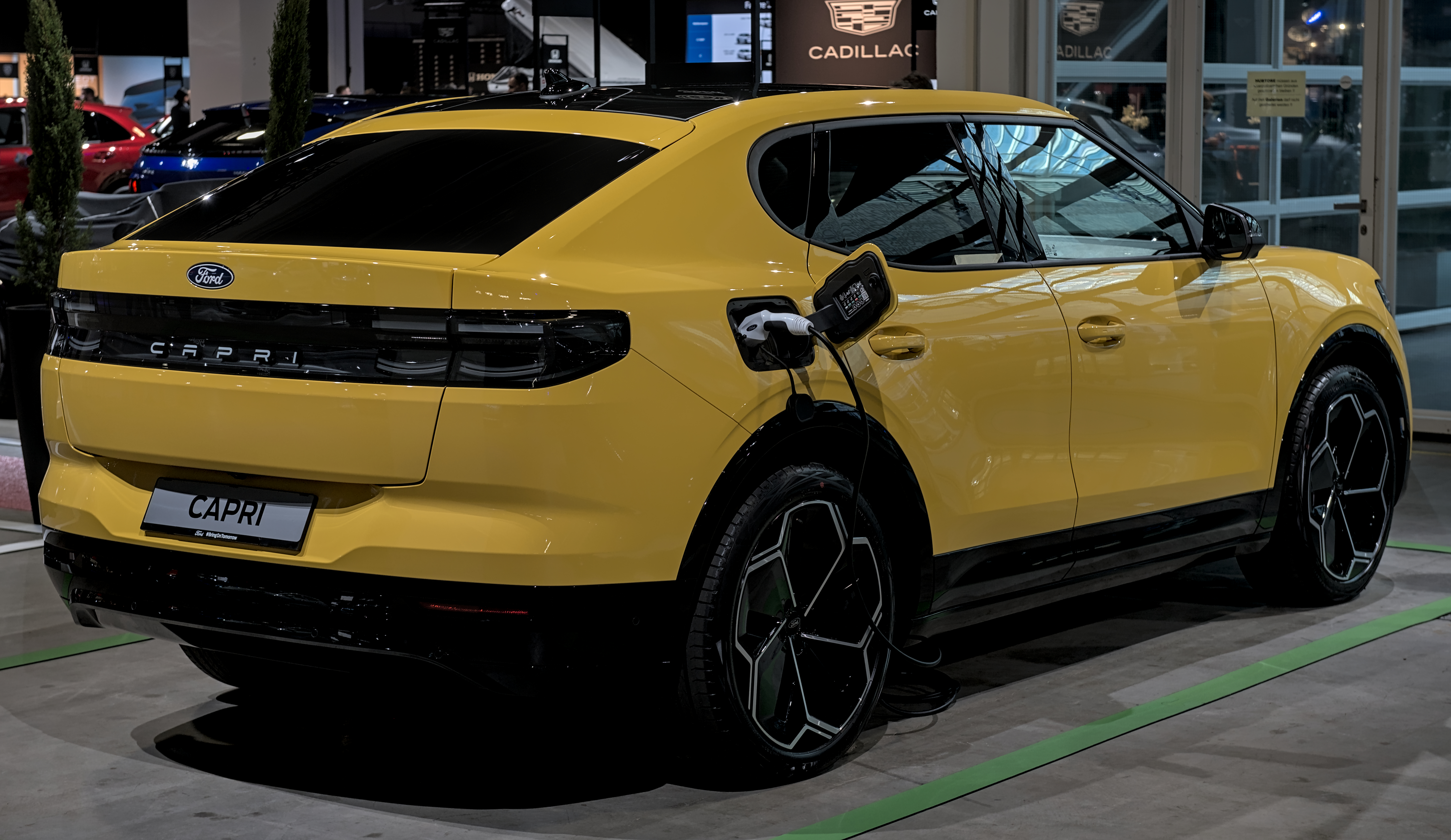
Ford Capri EV - tył

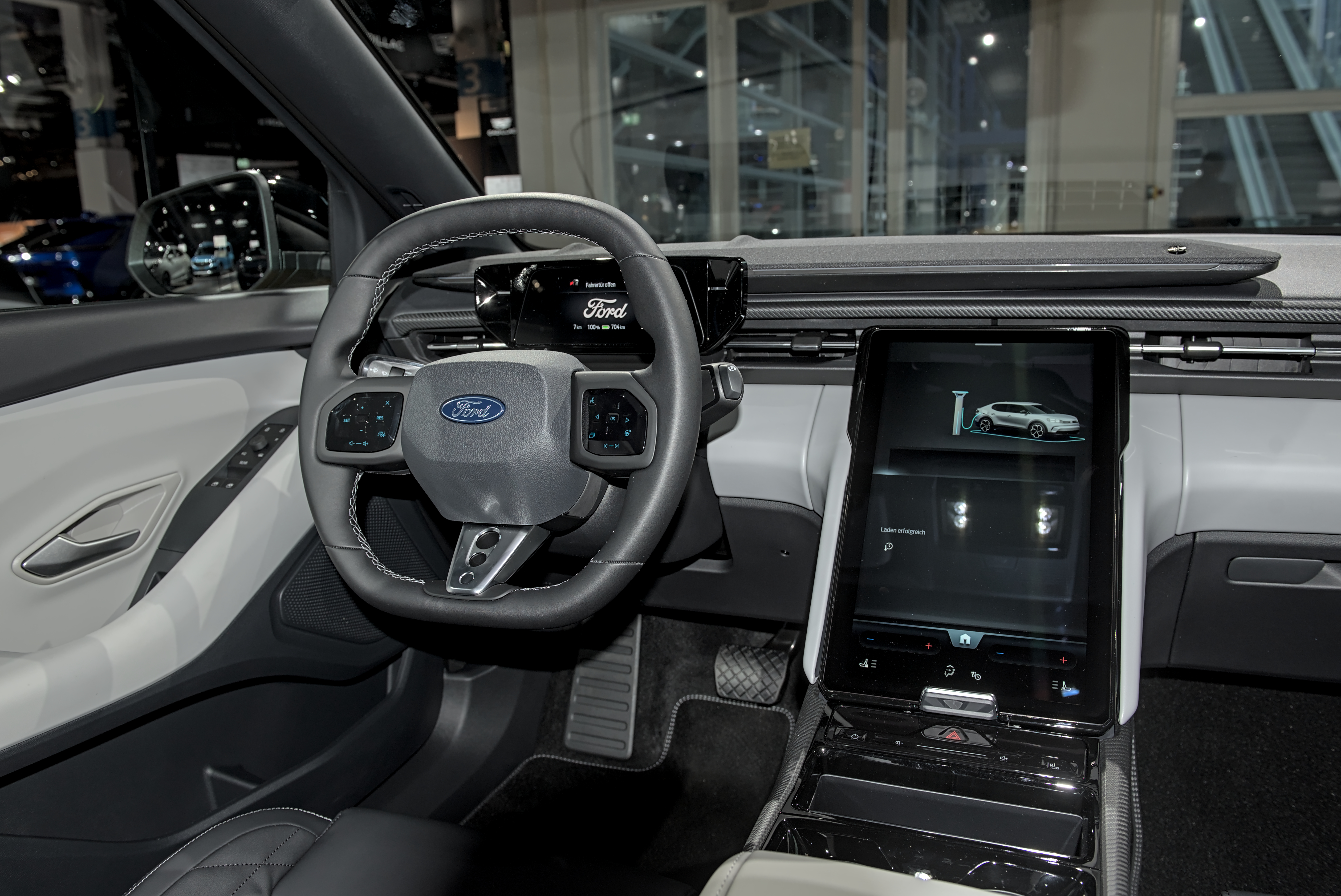
Ford Capri EV - kokpit

W lipcu 2024 europejski oddział Forda przedstawił kolejny model będący rezultatem zawartej w 2020 roku zakrojonej na szeroką skalę współpracy z niemieckim Volkswagenem. Capri EV przywrócił do użytku niestosowaną od końca XX wieku nazwę, którą pierwotnie nosiła seria niewielkich, lekkich samochodów sportowych - tym razem jednak przypisując ją średniej wielkości crossoverowi z nadwoziem w stylu coupe. Samochód powstał na bazie stosowanej już w modelu Explorer EV modułowej platformy MEB, pierwotnie opracowanej dla rodziny elektrycznych crossoverów Audi, Skody, czy Volkswagena. 
Pod kątem wizualnym Ford Capri EV w całości przejął od pokrewnego Explorera EV m.in. przednie drzwi i proporcje nadwozia, zyskując zarazem unikalny projekt pasa przedniego oraz wydłużony, stopniowany tył z łagodnie opadającą linią dachu. Zarówno reflektory, jak i lampy osadzono wysoko i nadano im owalny kształt, nawiązując tym sposobem do ostatniej generacji oryginalnego Forda Capri z końca lat 80. XX wieku.
Projekt kabiny pasażerskiej w całości przejęto z Forda Explorera EV, jako jedyny unikalny akcent traktując inną dolną poprzeczkę w kole kierownicy. Deskę rozdzielczą z wysoko osadzonymi nawiewami zdominował pionowy, położony pod kątem dotykowy 14,6-calowy ekran systemu multimedialnego z regulowanym kątem nachylemia. Przed kierowcą znalazł się z kolei ekran cyfrowych wskaźników o przekątnej 5 cali.

### Sprzedaż
Ford Capri EV został zbudowany wyłącznie z myślą o europejskim rynku, plasując się w tutejszej tamie producenta pomiędzy modelami Explorer EV i Mustang Mach-E. Sprzedaż crossovera rozpoczęła się tuż po debiucie, w połowie lipca 2024, z rozpoczęciem dystrybucji z końcem tego samego roku.

### Dane techniczne
W przeciwieństwie do pierwowzoru z XX wieku, współczesny Ford Capri został samochodem opracowanym wyłącznie z myślą o napędzie elektrycznym. Podstawowy wariant otrzymał napęd na tył, z silnikiem o mocy 286 KM i 545 Nm maksymalnego momentu obrotowego. Rozpędza się on od 0 do 100 km/h w 6,4 sekundy i osiąga do 180 km/h, z kolei bateria o pojemności 77 kWh umożliwia uzyskać do 627 kilometrów zasięgu w cyklu mieszanym (WLTP). Topowy wariant z napędem na obie osie rozwija 340 KM mocy i 679 Nm maksymalnego momentu obrotowego, rozpędzając się od 0 do 100 km/h w 5,3 sekundy. Taki wariant połączono z większą baterią o pojemności 79 kWh i 592 kilometrów zasięgu WLTP.